# Psectrogaster saguiru
Psectrogaster saguiru är en fiskart som först beskrevs av Fowler, 1941.  Psectrogaster saguiru ingår i släktet Psectrogaster och familjen Curimatidae. Inga underarter finns listade i Catalogue of Life.